# 卡羅琳·路易絲 (薩克森-魏瑪-艾森納赫)
卡羅琳·路易絲（德語：Karoline Luise，1786年7月18日—1816年1月20日），薩克森-魏瑪-艾森納赫大公卡爾·奧古斯特的女兒，母親是黑森-達姆施塔特的路易絲。

## 家庭
1810年，卡羅琳·路易絲與梅克倫堡-施威林的腓特烈·路德維希結婚，兩人共有2子1女：
1. 阿爾貝特（1812年—1834年）
2. 海倫（1814年—1858年），奧爾良公爵夫人
3. 馬格努斯（1815年—1816年），夭折